# 蘭卡斯特公爵
蘭卡斯特公爵（英語：Duke of Lancaster）是蘭卡斯特公國地產的名義持有人，以及蘭卡斯特巴拉丁郡領地的首長。蘭開斯特公爵也是一個古老的頭銜，在蘭卡斯特境內用以非正式地稱呼英國君主（現為查爾斯三世）。蘭卡斯特公國為不受英國皇家財產局管轄的一個實體，僅由蘭卡斯特公爵領地事務大臣管理，目前作為英國君主的收入來源。

## 歷史
在14世紀至15世紀期間，蘭開斯特公爵曾被設立3次。第一次設立是在1351年3月6日，亨利三世的曾孫子蘭開斯特伯爵四世葛洛斯蒙的亨利被受封為蘭開斯特公爵，同時，亨利的爵位還有德比伯爵一世以及林肯伯爵一世。當1361年蘭開斯特公爵逝世後，這個爵位就被撤銷。
第二次設立是在1362年11月13日，由愛德華三世的第四個兒子里奇蒙伯爵一世冈特的约翰冊封為蘭開斯特公爵。當1399年2月4日冈特的约翰過世後，由他的兒子赫里福德公爵一世博林布魯克的亨利繼承公爵位，為蘭開斯特公爵二世。同年，蘭開斯特公爵二世繼承王位成為英格蘭國王亨利四世。而公爵與王位合併，蘭開斯特公爵再度被取消。
第三次設立是在1399年11月10日，新王亨利四世冊封長子威爾士親王蒙茅斯的亨利為蘭開斯特公爵，當公爵在1413年繼承王位成為亨利五世時，蘭開斯特公爵再度與王位合併，蘭開斯特公爵此後即永久取消。

## 蘭開斯特公爵, 第一次授封(1351年)
- 格羅斯蒙特的亨利 (1351年-1361年)

## 蘭開斯特公爵, 第二次授封(1362年)
- 蘭開斯特公爵一世 里奇蒙伯爵一世冈特的约翰 (1362年-1399年)
- 蘭開斯特公爵二世 赫里福德公爵一世博林布魯克的亨利 (1399年)

## 蘭開斯特公爵, 第三次授封(1399年)
- 蘭開斯特公爵一世 威爾士親王蒙茅斯的亨利 (1399年-1413年)

在蒙茅斯的亨利繼位為王後，爵位便和王位合併，由英國君主兼任公爵至今。